# 심영섭 (1937년)
심영섭(沈瑛燮, 1937년 6월 17일 ~ , 서울)은 환경부 차관을 지낸 정무직 공무원이었다.

## 학력
- 1965년 : 한양대학교 공과대학 화공학 학사
- 서울대학교 보건대학원 석사

## 경력[1][2]
- 1967년 : 보건사회부 환경위생과 9급(보건원보) 특채
- 1986년 : 환경청 폐기물관리국장
- 1988년 : 환경청 서울지청장, 시설국장
- 1991년 : 환경처 수질보전국장, 폐기물자원국장
- 1994년 : 환경공무원교육원장
- 1995년 : 환경부 한강환경관리청장
- 1996년 ~ 1997년 : 국립환경연구원장
- 1998년 : 강원대학교 환경공학과 초빙교수
- 1999년 ~ 2000년 : 제9대 환경부 차관

## 가계
- 14대조 : 심광언
  - 13대조 : 심현
    - 12대조 : 심종범
      -         -           -             - 증조부 : 심의석 - 무과 · 자성군수
              - 조부 : 심인택 - 무과 · 함종부사 겸 평양첨사
                - 아버지 : 심종우
                  - 형 : 심한구 - 보건사회부 의료제도과장
                  - 형 : 심정구 - 동양공업전문대학교 교수
                  - 본인 : 심영섭 - 환경부 차관
                    - 아들 : 심재훈
                    - 아들 : 심재학 - 요절

                  - 여동생 : 심난영

## 같이 보기
| - 심광언 - 심대평 - 심흥선 - 심의환 - 심우영 - 심훈 | - 심상명 - 심명필 - 심재홍 - 심창유 - 심창구 - 심형구 |